# هتل پرزیدنت

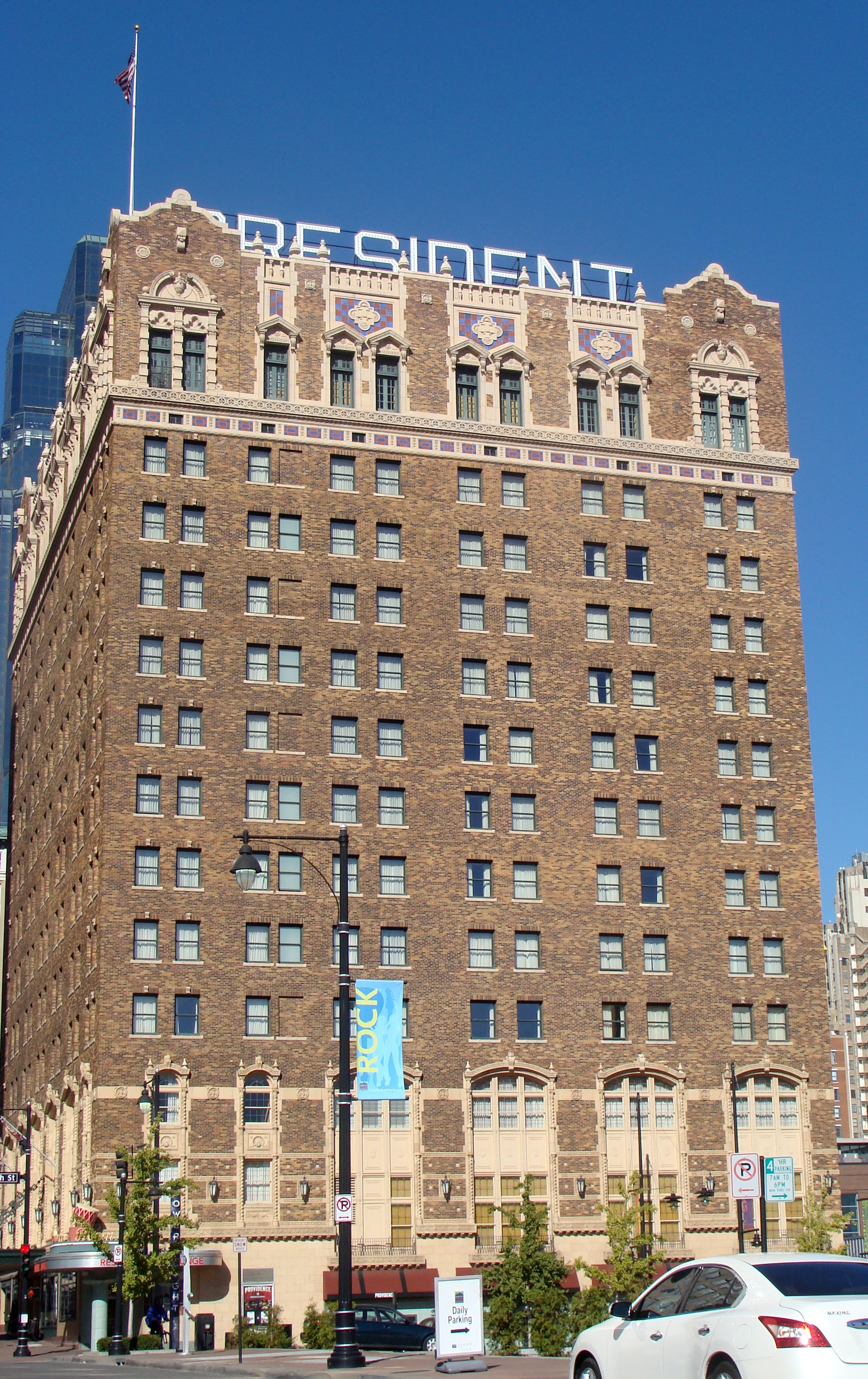

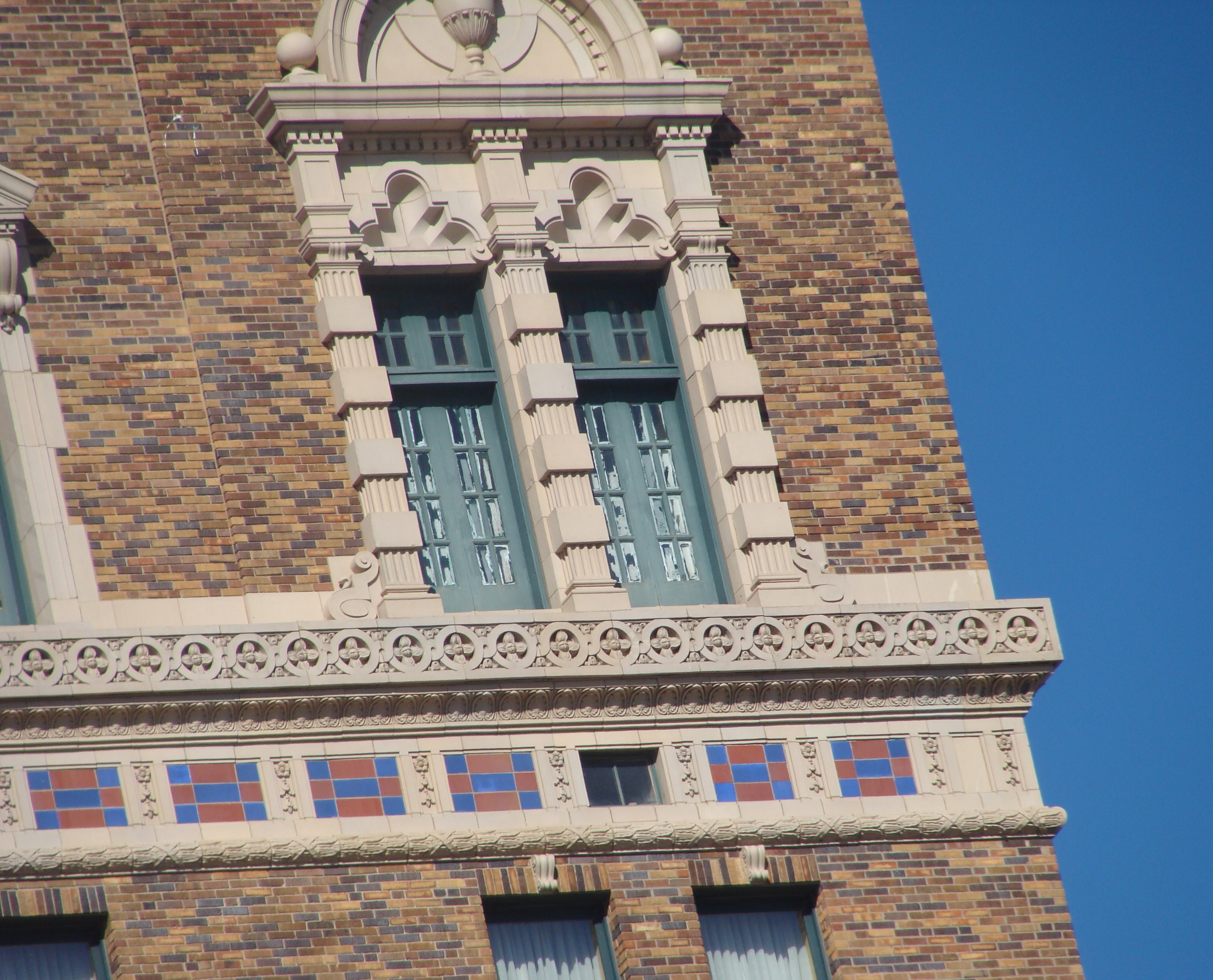

هتل پرزیدنت (به انگلیسی: Hotel President) نام یک هتل قدیمی در شهر کانزاس سیتی در ایالت میزوری در آمریکا است.
این ساختمان ۴۵ متر ارتفاع و در سال ۱۳۰۵ هجری خورشیدی (۱۹۲۶ میلادی) ساخته گردید، و امروزه در ثبت اماکن تاریخی ملی آمریکا قرار دارد.